# Archangelskoje (Kaliningrad)
Archangelskoje (russisch Архангельское, deutsch Kurschen, litauisch Kuršiai) ist ein verlassener Ort im Rajon Krasnosnamensk der russischen Oblast Kaliningrad.
Die Ortsstelle befindet sich an dem Bach Polewoi (dt. Renneckebach), einem Nebenfluss der Inster, drei Kilometer nordwestlich der Siedlung Prawdino (Grumbkowkeiten/Grumbkowsfelde).

## Geschichte

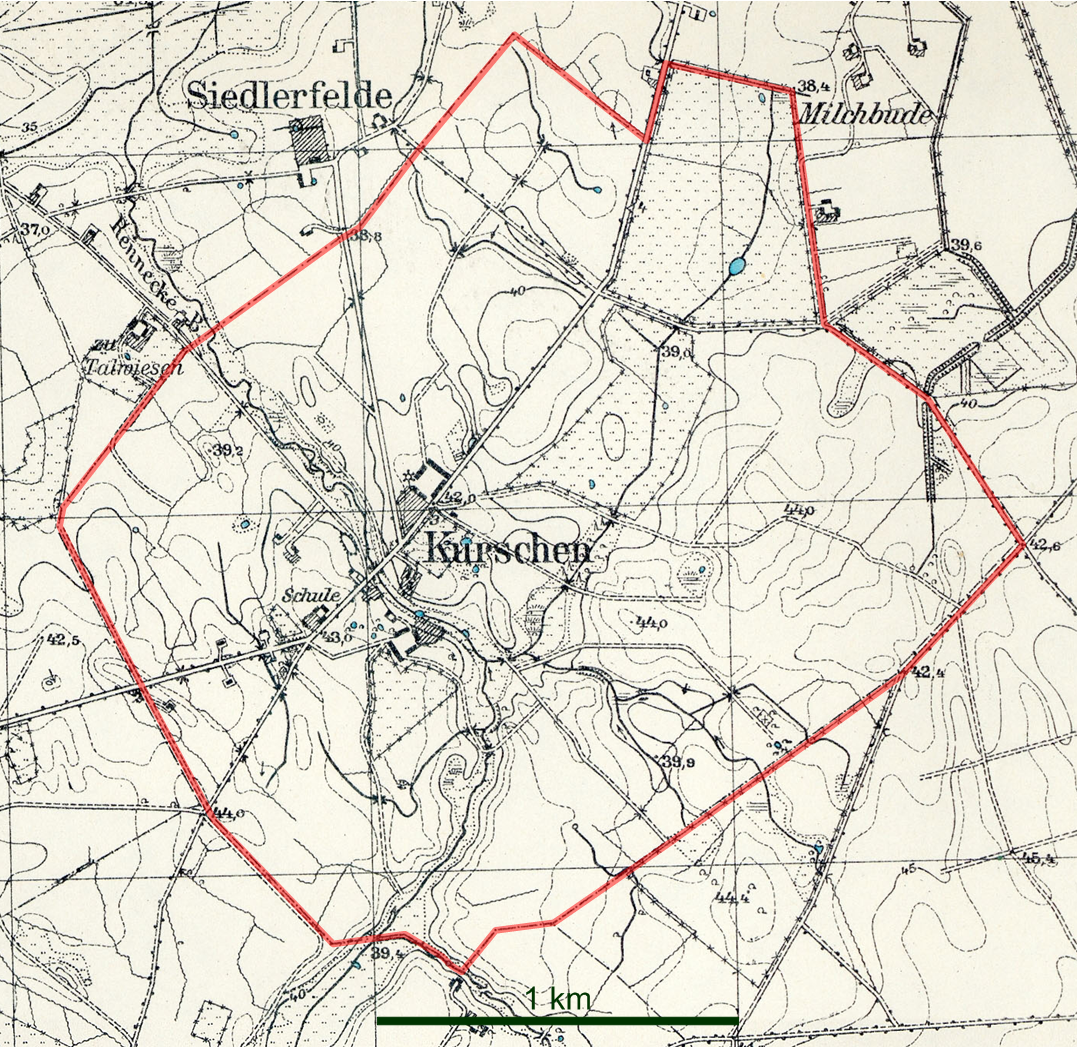
Die Gemeinde Kurschen auf einem Messtischblatt von 1938

Kurschen wurde erstmals 1633 als Dorf genannt. Um 1780 wurde der Ort als königliches Bauerndorf bezeichnet. 1874 wurde die Landgemeinde Kurschen dem neu gebildeten Amtsbezirk Grumbkowkeiten im Kreis Pillkallen zugeordnet.
In Folge des Zweiten Weltkrieges kam der Ort 1945 mit dem nördlichen Ostpreußen zur Sowjetunion. Im Jahr 1947 erhielt er die russische Bezeichnung Archangelskoje und wurde gleichzeitig dem Dorfsowjet Prawdinski selski Sowet im Rajon Krasnosnamensk zugeordnet. Archangelskoje wurde vor 1988 aus dem Ortsregister gestrichen.

### Einwohnerentwicklung
| Jahr | Einwohner |
| ---- | --------- |
| 1867 | 149       |
| 1871 | 119       |
| 1885 | 123       |
| 1905 | 121       |
| 1910 | 105       |
| 1933 | 133       |
| 1939 | 106       |
| 1984 | ~ 10      |

## Schule
Die Schule in Kurschen wurde 1847 eingerichtet. Zum Schulbezirk gehörten auch die Landgemeinde Kallnischkehnen und das Gut Kurschehlen. Nach der Aufsiedelung von Kurschehlen wurde 1927 eine zweite Lehrkraft eingestellt.
Lehrkräfte
| Name                  | Zeitraum            | Bemerkungen |
| Carl Ferdinand Marold | 1847–1866           | |
| Lenkeit               | 1866–1872           | |
| Ludwig Ribbat         | 1873–1894           | |
| Ernst Wittkowsky      | 1894–1926           | War von 1915 bis 1918 in russischer Gefangenschaft. In dieser Zeit halfen Lehrer von benachbarten Schulen aus.                  |
| Erich Gottschewski    | 1927–1929           | Seit 1927 gab es eine zweite Lehrkraft, bis 1930: Franz Gorlo                                                                   |
| Emil Feyerherd        | 1930–1936           | Zweite Lehrkräfte: 1930–1932: Rainer, 1932–1936: Pahlke                                                                         |
| Kurt Mertins          | 1936–1939           | Wurde 1939 zur Wehrmacht eingezogen, im Krieg verwundet, später Rektor an einer Volksschule in Memel. Zweite Lehrkraft: Hohmann |
| Liselotte Lackner     | 1.10.1939–1.8.1940  | Besitzerfrau als Laienlehrkraft                                                                                                 |
| Annemarie Mertins     | 1.9.1940–1.10.1942  | Lehrerfrau |
| Frl. Langenscheid     | Okt. 1942–Feb. 1943 | vom Reichsarbeitsdienst |
| Gertraude Kahn        | 7.4.1943–16.7.1944  | Lehramtsanwärterin |
| --------------------- | ------------------- | --- |

## Kirche
Kurschen gehörte zum evangelischen Kirchspiel Pillkallen.